# 白金漢島
77°12′N 91°00′W / 77.200°N 91.000°W
白金漢島是加拿大的島嶼，位於挪威灣海域，屬於伊麗莎白女王群島的一部分，由努納武特負責管轄，長15公里、寬11公里，面積137平方公里，最高點海拔高度150米，島上無人居住。